# Rajd Cypru 2000
Rezultaty Rajdu Cypru (28th Cyprus Rally), eliminacji Rajdowych Mistrzostw Świata w 2000 roku, który odbył się w dniach 8–10 września. Była to dziesiąta runda czempionatu w tamtym roku i siódma szutrowa, a także dziesiąta w Production World Rally Championship. Bazą rajdu było miasto Limassol. Zwycięzcami rajdu została hiszpańska załoga Carlos Sainz i Luís Moya jadąca Fordem Focusem WRC. Wyprzedzili oni Brytyjczyków Colina McRae i Nicky'ego Grista, także jadących Fordem Focusem WRC oraz Francuzów François Delecoura i Daniela Grataloupa w Peugeocie 206 WRC. Z kolei w Production WRC zwyciężyła urugwajsko-argentyńska załoga Gustavo Trelles i Jorge del Buono w Mitsubishi Lancerze Evo VI.
Rajdu nie ukończyło pięć załóg fabrycznych. Francuz Didier Auriol jadący Seatem Córdobą WRC odpadł na 6. odcinku specjalnym na skutek awarii samochodu, a jego partner z zespołu, Fin Toni Gardemeister, miał wypadek na 14. odcinku specjalnym. Fin Marcus Grönholm miał awarię silnika na 6. oesie w swoim Peugeocie 206 WRC. Rajdu nie ukończyli również dwaj kierowcy Škody Octavii WRC. Niemiec Armin Schwarz wycofał się na 2. oesie po wypadku, a Hiszpan Luís Climent na 4. oesie na skutek awarii silnika.

## Klasyfikacja ostateczna
| Miejsce                     | Zawodnik                  | Pilot                     | Samochód                  | Czas                      | Strata                    | Grupa                     | Punkty                    |
| WRC (pierwsza dziesiątka)   | WRC (pierwsza dziesiątka) | WRC (pierwsza dziesiątka) | WRC (pierwsza dziesiątka) | WRC (pierwsza dziesiątka) | WRC (pierwsza dziesiątka) | WRC (pierwsza dziesiątka) | WRC (pierwsza dziesiątka) |
| --------------------------- | ------------------------- | ------------------------- | ------------------------- | ------------------------- | ------------------------- | ------------------------- | ------------------------- |
| 1.                          | Carlos Sainz              | Luís Moya                 | Ford Focus WRC            | 5:26:04.9                 |                           | A8 M                      | 10                        |
| 2.                          | Colin McRae               | Nicky Grist               | Ford Focus WRC            | 5:26:42.2                 | +37.3                     | A8 M                      | 6                         |
| 3.                          | François Delecour         | Daniel Grataloup          | Peugeot 206 WRC           | 5:27:35.7                 | +1:30.8                   | A8 M                      | 4                         |
| 4.                          | Richard Burns             | Robert Reid               | Subaru Impreza WRC        | 5:28:09.0                 | +2:04.1                   | A8 M                      | 3                         |
| 5.                          | Tommi Mäkinen             | Risto Mannisenmäki        | Mitsubishi Lancer Evo VI  | 5:29:03.1                 | +2:58.2                   | A8 M                      | 2                         |
| 6.                          | Markko Märtin             | Michael Park              | Toyota Corolla WRC        | 5:29:50.3                 | +3:45.4                   | A8                        | 1                         |
| 7.                          | Juha Kankkunen            | Juha Repo                 | Subaru Impreza WRC        | 5:33:06.6                 | +7:01.7                   | A8 M                      |                           |
| 8.                          | Freddy Loix               | Sven Smeets               | Mitsubishi Lancer Evo VI  | 5:34:10.6                 | +8:05.7                   | A8 M                      |                           |
| 9.                          | Toshihiro Arai            | Roger Freeman             | Subaru Impreza WRC        | 5:35:20.8                 | +9:15.9                   | A8 TC                     |                           |
| 10.                         | Simon Jean-Joseph         | Jack Boyère               | Subaru Impreza WRC        | 5:48:21.0                 | +22:16.1                  | A8                        |                           |
| PWRC (punktujący zawodnicy) |                           |                           |                           |                           |                           |                           |                           |
| 1. (11.)                    | Gustavo Trelles           | Jorge del Buono           | Mitsubishi Lancer Evo VI  | 5:48:45.6                 |                           | N4                        | 10                        |
| 2. (12.)                    | Gabriel Pozzo             | Fabián Cretú              | Mitsubishi Lancer Evo VI  | 5:50:26.0                 | +1:40.4                   | N4                        | 6                         |
| 3. (13.)                    | Claudio Menzi             | Edgardo Galindo           | Mitsubishi Lancer Evo VI  | 5:51:31.4                 | +2:45.8                   | N4                        | 4                         |
| 4. (15.)                    | Manfred Stohl             | Peter Müller              | Mitsubishi Lancer Evo VI  | 5:58:26.3                 | +9:40.7                   | N4                        | 3                         |
| 5. (16.)                    | Andreas Peratikos         | Charis Episkopou          | Mitsubishi Lancer Evo III | 6:07:02.3                 | +18:16.7                  | N4                        | 2                         |
| 6. (18.)                    | Bob Colsoul               | Tom Colsoul               | Mitsubishi Lancer Evo V   | 6:15:04.4                 | +26:18.8                  | N4                        | 1                         |

1. ↑  Litera M przy oznaczeniu grupy do której należy samochód oznacza, iż tylko ci kierowcy zdobywali punkty dla swoich zespołów liczonych w klasyfikacji producentów na koniec sezonu.

## Zwycięzcy odcinków specjalnych
| Dzień         | Odcinek | G. rozp. | Nazwa             | Długość  | Zwycięzca      | Czas    | Lider rajdu  |
| ------------- | ------- | -------- | ----------------- | -------- | -------------- | ------- | ------------ |
| 1 8 września  | SS1     | 08:33    | Alassa 1          | 6.22 km  | Carlos Sainz   | 4:34.7  | Carlos Sainz |
| 1 8 września  | SS2     | 09:06    | Prastio 1         | 11.06 km | Richard Burns  | 6:40.0  | Carlos Sainz |
| 1 8 września  | SS3     | 09:49    | Agios Nikolaos 1  | 11.30 km | Carlos Sainz   | 10:04.0 | Carlos Sainz |
| 1 8 września  | SS4     | 10:22    | Platres 1         | 11.99 km | Carlos Sainz   | 9:54.0  | Carlos Sainz |
| 1 8 września  | SS5     | 12:17    | Mylikouri 1       | 31.87 km | Richard Burns  | 36:05.6 | Carlos Sainz |
| 1 8 września  | SS6     | 13:10    | Panagia 1         | 19.52 km | Carlos Sainz   | 17:33.8 | Carlos Sainz |
| 1 8 września  | SS7     | 15:08    | Kourdali          | 14.92 km | Carlos Sainz   | 16:28.9 | Carlos Sainz |
| 1 8 września  | SS8     | 15:39    | Assinou           | 25.39 km | Carlos Sainz   | 27:30.8 | Carlos Sainz |
| 1 8 września  | SS9     | 16:57    | Xerarkaka         | 12.89 km | Carlos Sainz   | 14:33.8 | Carlos Sainz |
| 2 9 września  | SS10    | 09:01    | Platres – Saittas | 11.48 km | Freddy Loix    | 9:46.4  | Carlos Sainz |
| 2 9 września  | SS11    | 09:39    | Alassa 2          | 6.22 km  | Tommi Mäkinen  | 4:35.0  | Carlos Sainz |
| 2 9 września  | SS12    | 10:12    | Prastio 2         | 11.06 km | Juha Kankkunen | 6:36.8  | Carlos Sainz |
| 2 9 września  | SS13    | 13:10    | Panagia 2         | 19.52 km | Freddy Loix    | 17:10.9 | Carlos Sainz |
| 2 9 września  | SS14    | 13:55    | Mylikouri 2       | 31.87 km | Colin McRae    | 35:52.1 | Carlos Sainz |
| 2 9 września  | SS15    | 16:48    | Prastio 3         | 11.06 km | Richard Burns  | 6:34.6  | Carlos Sainz |
| 2 9 września  | SS16    | 17:31    | Agios Nikolaos 2  | 11.30 km | Tommi Mäkinen  | 9:57.8  | Carlos Sainz |
| 2 9 września  | SS17    | 18:04    | Platres 2         | 11.99 km | Carlos Sainz   | 9:45.5  | Carlos Sainz |
| 3 10 września | SS18    | 09:21    | Vavatsinia 1      | 19.11 km | Tommi Mäkinen  | 17:05.7 | Carlos Sainz |
| 3 10 września | SS19    | 10:04    | Agios Onoufrios   | 18.10 km | Richard Burns  | 16:26.1 | Carlos Sainz |
| 3 10 września | SS20    | 10:52    | Lageia 1          | 9.62 km  | Colin McRae    | 8:38.6  | Carlos Sainz |
| 3 10 września | SS21    | 13:47    | Vavatsinia 2      | 19.11 km | Tommi Mäkinen  | 16:58.3 | Carlos Sainz |
| 3 10 września | SS22    | 14:35    | Macheras          | 13.11 km | Richard Burns  | 11:40.0 | Carlos Sainz |
| 3 10 września | SS23    | 15:18    | Lageia 2          | 9.62 km  | Richard Burns  | 8:35.8  | Carlos Sainz |

## Klasyfikacja po 10 rundach
Tabele przedstawiają tylko pięć pierwszych miejsc.

### Kierowcy
| Lp. | Kierowca        | Pkt |
| --- | --------------- | --- |
| 1   | Marcus Grönholm | 44  |
| 2   | Colin McRae     | 42  |
| 3   | Richard Burns   | 41  |
| 4   | Carlos Sainz    | 37  |
| 5   | Tommi Mäkinen   | 28  |

### Producenci
| Lp. | Producent                    | Pkt |
| --- | ---------------------------- | --- |
| 1   | Ford Martini                 | 79  |
| 2   | Subaru World Rally Team      | 64  |
| 3   | Peugeot Esso                 | 58  |
| 4   | Marlboro Mitsubishi Ralliart | 35  |
| 5   | Škoda World Rally Team       | 8   |